# Beto Perez
Alberto Perez, nato David Fernández (Cali, 15 marzo 1970), è uno sportivo colombiano, è il fondatore dello Zumba Fitness, definito il Forrest Gump dell’Aerobica.

## Biografia
Perez lavorava come istruttore di fitness. Un giorno, dimenticatosi a casa le musiche da fitness, propose una lezione alternativa con musiche latine. La lezione fu un successo e da lì sviluppò l'idea dello Zumba.
Dalla città dov'è nato, Cali (in Colombia) si è poi spostato a Miami per proporre la sua nuova invenzione.
Con il clamoroso successo dello Zumba Fitness, ha dato poi il via a numerose sottocategorie come Zumba Gold, Zumba Toning, Zumba Sentao e Aqua Zumba